# Torlino Vimercati
Torlino Vimercati (Turlì in dialetto cremasco) è un comune italiano di 468 abitanti della provincia di Cremona, in Lombardia.

## Storia

### Dalle origini medioevali all'Unità d'Italia
Il Comune di Torlino viene nominato per la prima volta nel 1192 in un documento chiamato Diploma Imperiale. Con decreto del 24 dicembre 1819 al Comune di Torlino fu aggregato il comune di Azzano.
Nel 1861, secondo il primo censimento del Regno d'Italia, il comune aveva una popolazione residente di 606 abitanti. In base alla legge sull'ordinamento comunale del 1865 il comune veniva amministrato da un sindaco, da una giunta e da un consiglio.

### Dal XX secolo ai giorni nostri
In seguito alla riforma dell'ordinamento comunale disposta nel 1926 il comune veniva amministrato da un podestà. Nel 1961 il comune adottò la denominazione di Torlino Vimercati in onore del conte Ottaviano Vimercati, ambasciatore del re Vittorio Emanuele II.
A partire anni novanta il comune, tramite la sua frazione Azzano, fa parte dell'associazione degli Azzano d'Italia, undici fra comuni e frazioni che portano nel loro nome il termine Azzano e che hanno i cittadini che si chiamano azzanesi.

### Simboli
Lo stemma e il gonfalone del Comune sono stati concessi con decreto del presidente della Repubblica dell'8 maggio 1992.
La torre del secondo campo rappresenta la torre della villa Vimercati-Sanseverino.
Il gonfalone è un drappo partito di giallo e di azzurro.

## Monumenti e luoghi d'interesse

### Architetture religiose

#### Chiesa parrocchiale di Sant'Ambrogio
La chiesa parrocchiale di Sant'Ambrogio è l'unica chiesa nella diocesi di Crema dedicata al patrono di Milano; è di origini cinquecentesche ma con rimaneggiamenti successivi e conserva all'interno interessanti opere come i cicli pittorici e decorativi di Tommaso Pombioli e Gian Giacomo Barbelli.

### Architetture civili

#### Ville

##### Villa Marazzi
La villa Marazzi è una residenza i cui rimaneggiamenti hanno finito per dargli un'impronta che richiama vari stili sia ottocenteschi sia novecenteschi. È circondata da un notevole parco all'inglese. Gli interni presentano simboli ed immagini che richiamano l'Egitto.

##### Villa Vimercati Groppallo Castelbarco
La villa Vimercati Groppallo Castelbarco è una nobile residenza di villeggiatura dal vistoso colore giallo con incorniciature in rosso; sobria la parte esterna quanto elaborata ed in stile neoclassico la fronte interna che dà su un vasto giardino. Gli interni sono decorati in stile Impero.

## Società

### Evoluzione demografica

Villa Marazzi a Torlino Vimercati

Villa Vimercati Groppallo Castelbarco a Torlino Vimercati

Abitanti censiti

### Etnie e minoranze straniere
Al 31 dicembre 2020 i cittadini stranieri sono 59.

### Lingue e dialetti
Il dialetto parlato è il dialetto cremasco.

## Geografia antropica

### Frazioni

#### Azzano
A nord dell'abitato di Torlino, lungo la strada per Vailate, sorge la frazione di Azzano.

## Infrastrutture e trasporti

### Strade
Il territorio è attraversato dalle seguenti strade provinciali:
- CR SP 71 Scannabue-Vailate declassata per il tratto che inizia a Torlino e termina a Vailate
- CR SP 2 Crema-Vailate fa da confine per un breve tratto.

### Aeroporti
Nei pressi della SP 2 è presente un punto volo dotato di illuminazione sulla pista e hangar.

## Amministrazione
Elenco dei sindaci dal 1985 ad oggi.
| Periodo | Periodo   | Primo cittadino      | Partito                       | Carica  | Note |
| ------- | --------- | -------------------- | ----------------------------- | ------- | ---- |
| 1985    | 1990      | Isaia Luigi Donarini | indipendente                  | sindaco |      |
| 1990    | 1995      | Isaia Luigi Donarini | indipendente                  | sindaco |      |
| 1995    | 1999      | Isaia Luigi Donarini | lista civica di centro-destra | sindaco |      |
| 1999    | 2004      | Isaia Luigi Donarini | lista civica di centro-destra | sindaco |      |
| 2004    | 2009      | Giuseppe Figoni      | lista civica                  | sindaco |      |
| 2009    | 2014      | Giuseppe Figoni      | lista civica                  | sindaco |      |
| 2014    | 2019      | Giuseppe Figoni      | lista civica                  | sindaco |      |
| 2019    | 2024      | Isaia Luigi Donarini | lista civica                  | sindaco |      |
| 2024    | in carica | Giuseppe Figoni      | lista civica                  | sindaco |      |